# Lista de transportadoras aéreas proibidas na União Europeia
A Lista de transportadoras aéreas proibidas na União Europeia é uma lista negra que inclui as companhias aéreas de países com preocupações de segurança, devido aos padrões de manutenção e supervisão regulatória pobres, alegados por parte da União Europeia (UE).
As companhias aéreas que estão aqui listados estão proibidos:
- todas as operações na UE, ou
- sua operação é sujeita a restrições na UE.

## Atual lista negra
A primeira versão da lista, foi publicado em 2006, sobre a base jurídica da regulamentação no. 474/2006 da Comissão Europeia, publicado em 22 de março do ano fez. Para reforçar a segurança aérea na Europa, a Comissão Europeia, após consultar as autoridades de segurança de aviação dos Estados-membros da União Europeia, decidiu proibir as companhias aéreas, consideradas não seguras, para operar no espaço aéreo europeu. Estas companhias são indicadas em um documento na página oficial da Comissão Europeia Transportes - Segurança aérea. Uma 1° lista lá inclui todas as companhias aéreas proibidas de operar na Europa. Uma 2° lista inclui as companhias aéreas com limitações de operação na Europa sob condições específicas.
A versão atual da lista é publicado no Jornal Oficial da União Europeia do 5 de dezembro de 2013.

## Procedimento legal
O processo pelo qual a transportadora aérea está na lista negra é definida no Regulamento (CE) n º 2111/2005 do Parlamento Europeu e do Conselho Europeu. Trata-se de consulta entre as agências reguladoras dos Estados-Membros, as instituições da União Europeia, as autoridades responsáveis pela supervisão regulamentar da transportadora aérea em causa, bem como a própria transportadora. Antes de ser listado, cada transportadora aérea tem o direito de recurso. A lista está sujeita a revisão periódica.

## Lista das transportadoras aéreas

### Anexo B: Lista das transportadoras aéreas de que as operações estão sujeitas a restrições operacionais na UE
Anexo B da lista negra da UE abrange as companhias aéreas que são restritas a apenas algumas aeronaves que operam na UE. As transportadoras aéreas constantes do anexo B podem ser autorizadas a exercer direitos de tráfego se utilizarem aeronaves fretadas com tripulação de uma transportadora aérea, que não seja objecto de proibição de operação, desde que as normas de segurança relevantes sejam cumpridas. Ela inclui os seguintes companhias aéreas, com a licença companhia aérea tendo sido emitidos nos respectivos países:

## Ligações externos
- Lista de companhias aéreas proibidas na UE, Pagina oficial da União Europeia, recuperado em 8 de abril 2014